# Naadam
Naadam (mongolsko Naadam, ᠨᠠᠭᠠᠳᠤᠮ Naɣadum, [ˈnaːdəm], dobesedno 'igre') je tradicionalni praznik, ki ga praznujejo v Mongoliji, Notranji Mongoliji in Tuvi. Festival se lokalno imenuje tudi eriin gurvan naadam (эрийн гурван наадам), 'tri moške igre'.
Igre so mongolska rokoborba, konjske dirke in lokostrelstvo in potekajo po vsej državi sredi poletja. Ženske so se začele udeleževati lokostrelstva, dekleta pa konjskih dirk, ne pa tudi mongolske rokoborbe.
Leta 2010 je bil Naadam vpisan na Unescov reprezentativni seznam nesnovne kulturne dediščine človeštva.

## Zgodovina

### Izvor
Naadam je najbolj gledan festival med Mongoli in verjame se, da obstaja že stoletja na tak ali drugačen način. Izvira iz dejavnosti, kot so vojaške parade in športna tekmovanja, kot so lokostrelstvo, jahanje in rokoborba, ki so sledila praznovanju različnih priložnosti, vključno s porokami ali duhovnimi srečanji. Kasneje je služil kot način usposabljanja vojakov za boj in je bil povezan tudi z nomadskim načinom življenja Mongolov. Mongoli izvajajo svoja nepisana praznična pravila, ki vključujejo dolgo pesem za začetek praznika in nato ples Bijelgee. Tradicionalna jed ali Khušur (ocvrto mesno pecivo) se postreže okoli športnega stadiona skupaj s posebno pijačo iz fermentiranega konjskega mleka (airag). Tri igre - rokoborba, konjske dirke in lokostrelstvo - so zapisane v knjigi Skrivna zgodovina Mongolov iz 13. stoletja. Med vladavino dinastije Čing je Naadam postal festival, ki ga uradno organizira sum (upravna enota).
Začel se je vsako leto odvijati leta 1639 s plesnim festivalom, posvečenim visokemu svetniku Zanabazarju. Na tem festivalu ob jezeru Beli Širet je Bokh Lama zmagal v rokoborbi, prvenstvo pa je osvojil konj Bonkhorja Donirja.
Leta 1772 je bil organiziran velik festival v čast gori Khentii. Imenuje se Festival desetih vlad. Leta 1912 so Igre desetih vlad, ki so se prej igrale z izgubo točk, postale vsakoletna državna igra. Do smrti Bogd Khana leta 1925 je Festival desetih vlad postal državni festival. Igre desetih vlad so bile organizirane 125-krat.

### Komunistična doba
Naadam v času Mongolske ljudske republike je bil povezan z mongolsko revolucijo leta 1921. Prva uradna vojaška parada v komunistični Mongoliji je potekala leta 1921 v čast zmagam Damdina Sukhbaatarja v revoluciji. Praznovali so jo kot budistični/šamanski praznik vse do sekularizacije v 1930-ih pod komunističnim vplivom Sovjetske zveze.
Jubilejne parade Mongolske ljudske armade na trgu Sukhbaatar so bile običajno organizirane ob jubilejnih letih (natančneje v letih 1946, 1951, 1956, 1961, 1966, 1971, 1976, 1981, 1986 in 1991), skupaj s paradami ob mednarodnem prazniku dela in dnevu oktobrske revolucije. Dolgoletni poveljnik teh parad je bil general T. Galsan. Med temi dogodki so si voditelji stranke in vlade dogodke ogledali z vrha Sukhbaatarjevega mavzoleja. Po letu 1991 je bila komunistična praksa opuščena, z izjemo leta 1996, ko je parada na Nacionalnem športnem stadionu obeležila 790. obletnico ustanovitve Mongolije in 75. obletnico revolucije.
Številnih praznovanj so se udeležili tuji komunisti, ki so obiskali državo, vključno z Mihailom Suslovom, Józefom Cyrankiewiczem in Władysławom Gomułko.

### Sodobna praznovanja in tradicije
Dva največja Naadama, ki se danes odvijata v Mongoliji, sta Danšig Naadam in Nacionalni Naadam. Prvi je bil kot letni dogodek uveden šele leta 2015, prej pa je potekal neredno in obeležuje neodvisnost Mongolije od dinastije Čing, sovpada pa tudi z dnevom mongolske državne zastave. Slednji uradno obeležuje revolucijo leta 1921 desetletje pozneje, ko so komunisti napadli in odstavili Bogd Khana, kar je posledica ruske državljanske vojne. Naadam prav tako praznuje dosežke nove države.
Naadam se praznuje tudi v različnih regijah Mongolije in Notranje Mongolije julija in avgusta. V Republiki Tuva je Naadam 15. avgusta.
Trije športi se imenujejo igre Danšig. Postale so veliko praznovanje novega naroda, kjer se je plemstvo zbralo, da bi ga posvetilo Bogd Kanu (Jabzundamba Khutugtu), novemu vodji države.
Džingiskanovih devet konjskih repov, ki predstavljajo devet mongolskih plemen, se še vedno slovesno prevaža s trga Sukhbaatar na stadion, da se odpre praznovanje Naadama. Na otvoritveni in zaključni slovesnosti potekajo impresivne parade konjenice, športnikov in menihov, skupaj z elementi uniformiranih organizacij.
Druga priljubljena dejavnost Naadama je igranje iger s šagaji, ki so členki, ki služijo kot igralne figure in simboli vedeževanja in prijateljstva. Na večjih festivalih Naadam se turnirji lahko odvijajo na ločenem prizorišču.
V zadnjem času se je pojavila zaskrbljenost glede domnevne korupcije festivala in njegove dvoumne simbolike.

### Nacionalni festival Naadam
Poleg Danšig Naadama je največji festival Nacionalni festival Naadam, ki poteka v mongolski prestolnici Ulan Bator med državnim praznikom od 11. do 13. julija na Nacionalnem športnem stadionu. Začne se z bogato predstavitveno slovesnostjo, na kateri sodelujejo plesalci, športniki, jezdeci in glasbeniki. Po slovesnosti se začnejo tekmovanja. Tekmovanja so večinoma v jahanju.

## Tri igre

### Rokoborba
Na turnirju z enim izločanjem, ki traja devet ali deset krogov, se sreča skupno 512 ali 1024 rokoborcev. Tradicionalno mongolsko rokoborstvo je tekmovanje brez časovne omejitve, v katerem rokoborci izgubijo, če se tal dotaknejo s katerim koli delom telesa, razen z nogami ali rokami. Pri izbiri parov ima rokoborec z največjo slavo privilegij, da izbere svojega nasprotnika. Rokoborci nosijo dvodelne kostume, ki so sestavljeni iz oprijetega ramenskega jopiča (zodog) in kratkih hlač (šudag). Sodelujejo lahko samo moški.
Vsak rokoborec ima 'spodbujevalca', imenovanega zasul. Zasul zapoje hvalnico zmagovalnemu rokoborcu po 3., 5. in 7. krogu. Zmagovalci 7. ali 8. stopnje (odvisno od tega, ali na tekmovanju sodeluje 512 ali 1024 rokoborcev) si prislužijo naziv zaan, 'slon'. Zmagovalec 9. ali 10. stopnje se imenuje arslan, 'lev'. V finalnem tekmovanju vsi zasuli padejo za vsakim rokoborcem, ko korakajo drug proti drugemu. Dvakratni arslani se imenujejo titani/velikani ali avraga.

### Konjske dirke
Za razliko od zahodnih konjskih dirk, ki so sestavljene iz kratkih šprintov, običajno ne daljših od 2 km, so mongolske konjske dirke, kot so predstavljene v Naadamu, kros, z dirkami, dolgimi od 15 do 30 km. Dolžina vsake dirke je določena s starostnim razredom. Na primer, dvoletni konji dirkajo 16 km, sedemletniki pa 27 km. Za sodelovanje je mogoče izbrati do 1000 konj iz katerega koli dela Mongolije. Dirkalne konje hranijo s posebno dieto.
Otroci od 5 do 13 let so izbrani za džokeje in trenirajo v mesecih pred dirkami. Čeprav so džokeji pomemben sestavni del, je glavni namen dirk preizkusiti spretnost konj.
Pred začetkom dirk občinstvo poje tradicionalne pesmi, džokeji pa pesem Gingo. Nagrade se podeljujejo konjem in džokejem. Prvih pet konj v vsakem razredu prejme naziv airgijn tav, prvi trije pa prejmejo zlate, srebrne in bronaste medalje. Zmagovalni džokej je pohvaljen z nazivom tumny ekh ali vodja deset tisoč. Konj, ki konča zadnji v dirki Daaga (dirka dvoletnih konj), se imenuje bajan khodod (kar pomeni 'poln želodec'). Bajan khododu se zapoje pesem in mu zaželi sreče, da bi bil zmagovalec naslednje leto.
- Jahači v Mongoliji med festivalom Naadam
- Jahač med festivalom Naadam
- Dva mlada jezdeca čez ciljno črto
- Jahač med festivalom Naadam v Ulan Batorju

### Lokostrelstvo
Na tem tekmovanju lahko sodelujejo moški in ženske. Izvajajo ga ekipe po deset. Vsak lokostrelec dobi štiri puščice; ekipa mora zadeti 33 surov. Moški streljajo s puščicami z razdalje 75 metrov, ženske pa s 65 metrov. Lokostrelci tradicionalno med tekmovanjem nosijo svoja nacionalna oblačila (deel). Vsi lokostrelci nosijo usnjene zapestnice do komolca na iztegnjeni roki, tako da delina manšeta ne moti streljanja.
Mongolsko lokostrelstvo je edinstveno po tem, da ima kot tarče na desetine surov. Vsak sur je majhen tkan ali lesen valj. Postavljeni so drug na drugega in tvorijo steno, visoko tri centimetre, ki je približno 8 palcev visoka in 5 čevljev široka. Če puščico izbije sur iz stene, se šteje kot zadetek, če pa sur izbije iz središča, tekmovalcu prinese več točk. Ko lokostrelec zadene tarčo, sodnik reče uuhai, kar pomeni 'hura'. Po vsakem zadetku sodnik popravi poškodovano steno in jo pripravi za naslednji poskus. Zmagovalca tekmovanja prejmeta naziva 'nacionalni strelec' in 'nacionalna strelka'.